# Hedin Automotive
Hedin Automotive (före 2024 Hedin Bil) är samlingsnamnet för ett antal företag inom Hedin Mobility Group som säljer nya och begagnade person-, transport- och lastbilar samt servicetjänster i Sverige. Hedin Automotive är återförsäljare av ett 50-tal bilmärken och har över 130 fullserviceanläggningar i Sverige och sysselsätter över 2500 personer.

## Historik

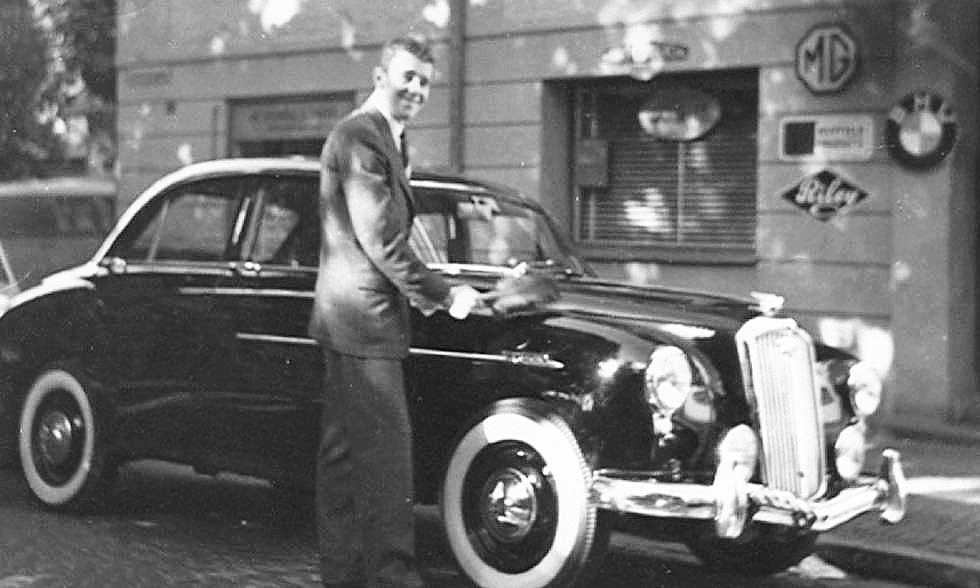
Ingemar Hedin 1955.

Från 1950-talets mitt  arbetade Ingemar Hedin som bilförsäljare. Företaget I.A. Hedin Bil grundades 1985 i Borås av Ingemar Hedin och hans son Anders när man tog över Philipsons tidigare anläggning. Vid starten var Hedin Bil återförsäljare för bilmärkena Mercedes-Benz och Nissan. Det första året såldes 800 fordon och verksamheten omsatte 45 miljoner kronor.
På 1990-talet följde förvärv av bilanläggningar i bland annat Helsingborg, Ängelholm, Halmstad och senare även Göteborg och Kungsbacka. I början av 2010-talet växte Hedin Bil genom uppköp, nybyggnader och upprustningar av bilanläggningar runtom i Sverige.
I slutet av 2010-talet och början av 2020-talet expanderade Hedin-koncernen till fler geografiska marknader och affärsområden. Man etablerade sig som återförsäljare i Norge, Belgien och Schweiz, blev utsedd till svensk importör och distributör för Ford och elbilsmärket MG, samt växte affären med fordonsrelaterade mobilitetstjänster.
Som en följd av den utvidgade verksamheten genomfördes under hösten 2021 en omstrukturering där samtliga fordonsrelaterade bolag inom Hedin-koncernen flyttades till moderbolaget I.A. Hedin Bil AB, som i samband med detta bytte namn till Hedin Mobility Group AB för att bättre spegla koncernens olika affärsområden.
Hedin Mobility Group är sedan 2022 svensk importör och återförsäljare av elbilsmärket BYD.
Under 2024 samlade gruppen sin svenska retaildivision, bestående av de två varumärkena Hedin Bil och Bavaria, under det gemensamma varumärket Hedin Automotive. Hedin Automotive finns idag representerat på 13 europeiska marknader. 

## Bilmärken
- Abarth
- Alfa Romeo
- BMW
- BYD
- Cadillac
- Chevrolet
- Dacia
- Dodge
- Fiat
- Ford
- Honda
- Hongqi
- Isuzu
- Jaguar
- Jeep
- KIA
- Land Rover
- Lotus
- Maxus
- Mercedes-Benz
- MG
- Nissan
- Porsche
- Ram
- Renault
- Smart
- Subaru